# Тёрнер, Бри
Бри Нико́ль Тёрнер (англ. Bree Nicole Turner; 10 марта 1977, Пало-Алто, Калифорния, США) — американская актриса и танцовщица.

## Биография
Бри Николь Тёрнер родилась 10 марта 1977 года в Пало-Алто (штат Калифорния) в семье футболиста Кевина Тёрнер (род.1958). У Тёрнер есть 3 брата.
В 1995 году Бри окончила Среднюю школу Монте-Виста в Данвилле, штат Калифорния. Также Тёрнер окончила Кингс-колледж в Лондоне (Англия, Великобритания) и Калифорнийский университет в Лос-Анджелесе, штат Калифорния.

## Карьера
Бри снимается в кино с 1996 года. Дебютом Тёрнер в кино была роль француженки из фильма «Появляется Данстон» (1996). По состоянию на 2012 год актриса снялась в 64-х фильмах и сериалах.
Также Бри, будучи профессиональной танцовщицей, сыграла танцовщицу в нескольких фильмах, к примеру «Большой Лебовски» (1998), «Это всё она» (1999) и «Остин Пауэрс: Шпион, который меня соблазнил» (1999).

## Личная жизнь
С 22 июня 2008 года Бри была замужем за хирургом-ортопедом Джастином Салиманом, с которым она встречалась 6 лет до их свадьбы. У супругов есть двое детей — дочь Стелла Джин Тёрнер (род. 29.06.2010) и сын Дин Тёрнер Салиман (род. 12.09.2012). В марте 2018 года Тёрнер подала на развод с Салиманом после почти 10-ти лет брака.

## Избранная фильмография
| Год       |   | Русское название                            | Оригинальное название                 | Роль                        |
| --------- | - | ------------------------------------------- | ------------------------------------- | --------------------------- |
| 1996      | ф | Появляется Данстон                          | Dunston Checks In                     | француженка                 |
| 1997      | ф | Свадьба лучшего друга                       | My Best Friend's Wedding              | исполнительница в титрах №4 |
| 1998      | ф | Большой Лебовски                            | The Big Lebowski                      | танцовщица                  |
| 1999      | ф | Это всё она                                 | She's All That                        | танцовщица                  |
| 1999      | ф | Остин Пауэрс: Шпион, который меня соблазнил | Austin Powers: The Spy Who Shagged Me | танцовщица                  |
| 1999      | с | ФАКультет                                   | Undressed                             | Тина                        |
| 1999      | ф | Мужчина по вызову                           | Deuce Bigalow: Male Gigolo            | Эллисон                     |
| 2001      | ф | Свадебный переполох                         | The Wedding Planner                   | Трейси                      |
| 2001      | ф | Американский пирог 2                        | American Pie 2                        | Лейси Биман                 |
| 2002      | ф | Парни из женской общаги                     | Sorority Boys                         | Тиффани                     |
| 2002      | с | Спин-Сити                                   | Spin City                             | Трейси Крэндолл             |
| 2003      | с | Детектив Раш                                | Cold Case                             | Эллен Кёртис/Эллен Пирсонс  |
| 2004      | ф | Добейся успеха снова                        | Bring It On Again                     | Тина                        |
| 2005      | с | Лас-Вегас                                   | Las Vegas                             | Дженни                      |
| 2005      | с | Мастера ужасов                              | Masters of Horror                     | Эллен                       |
| 2006      | ф | Поцелуй на удачу                            | Just My Luck                          | Дэна                        |
| 2008      | с | Говорящая с призраками                      | Ghost Whisperer                       | Элизабет 4 сезон 10 серия   |
| 2009      | ф | Голая правда                                | The Ugly Truth                        | Джой                        |
| 2010      | с | Правила совместной жизни                    | Rules of Engagement                   | Хизер                       |
| 2011      | с | Воспитывая Хоуп                             | Raising Hope                          | Сьюзан                      |
| 2012      | с | Менталист                                   | The Mentalist                         | Айрис Порчетто              |
| 2012—2017 | с | Гримм                                       | Grimm                                 | Розали Калверт              |
| 2012      | ф | В хлам                                      | Smashed                               | Фрида                       |